# Atif Dudaković
Atif Dudaković (Orahova, Gradiška, 2. prosinca 1953.), general Armije RBiH i zapovjednik obrane Bihaća tijekom rata u Bosni i Hercegovini 1992. – 1995. Prije izbijanja rata u BiH bio je potpukovnik Jugoslavenske narodne armije.
Nakon završene osnovne škole, Dudaković je od 1972. obrazovanje nastavio u Zadru. Završio je srednju vojnu školu, a potom vojnu akademiju, smjer topništvo, gdje je diplomirao 1976. Radio je u Topničkom školskom centru u Zadru, a zatim kao predavač u Zapovjedno-stožernoj akademiji u Beogradu.
Od prelaska iz JNA gde je dostigao čin potpukovnika i dužnost zapovjednika divizije u Kninu. Pod zapovjedništvom tadašnjeg pukovnika, kasnije, prema haškom sudu, nepravomoćno osuđenog za ratne zločine Ratka Mladića, postaje prvo zapovjednik satnije u OPŠTO Bihać. Tijekom Domovinskog rata, Dudaković je zapovjedio napad na Lovinac i okolne zadarske krajeve. U napadu je zrakoplovstvo JNA žestoko raketiralo Lovinac i Ričice, a spaljena su i okolna sela. Tada je i u kasnijim danima poklano nekoliko desetaka Hrvata, a njih oko dvije tisuće spasilo se pješice, kroz šume i vrhove Velebita.
Tijekom rata u BiH postao je zapovjednik Druge muslimansko-hrvatske pješačke brigade. Kasnije je imenovan zapovjednikom 5. korpusa Armije RBiH. Uz pomoć Oružanih snaga Republike Hrvatske i uz sudjelovanje zrakoplovstva NATO pakta, snage 5. korpusa su tijekom operacije Oluja, zauzele okolna srpska mjesta, te porazile oružane snage Republike Zapadne Bosne Fikreta Abdića, sa sjedištem u obližnjoj Velikoj Kladuši.
Nakon rata, bio je zapovjednik Zajedničkog zapovjedništva Vojske Federacije Bosne i Hercegovine. Njegov mlađi, sin 19-godišnji Anel Dudaković, počinio je samoubojstvo vješanjem u Sarajevu 27. rujna 2011. godine.

## Optužbe za ratne zločine
Dudakovića su za ratne zločine na hrvatsko-bosanskohercegovačkoj granici prijavili predsjednik Republike Srpske Dragan Čavić i premijer Milorad Dodik.
Hrvatsko državno odvjetništvo podiglo je u ožujku 2017. optužnicu protiv Dudakovića i nekoliko drugih časnika Armije RBiH zbog ratnih zločina počinjenih nad Hrvatima tijekom rata u BiH. U kaznenoj prijavi mu se stavlja na teret učešće u uništavanju Zadra, te ratni zločini protiv srpskih civila na teritoriju Hrvatske u Dvoru na Uni, Rakovici, Plitvicama i Glini.
Za Dudakovića se također smatra da je naručio ili sudjelovao u ubojstvu zapovjednika 101. pukovnije HVO-a Vlade Šantića, kojeg je uhitila vojna policija Armije RBiH 9. ožujka 1995., kada je vjerojatno i ubijen.